# Kodama (Shinkansen)
Pour les articles homonymes, voir Kodama (homonymie).

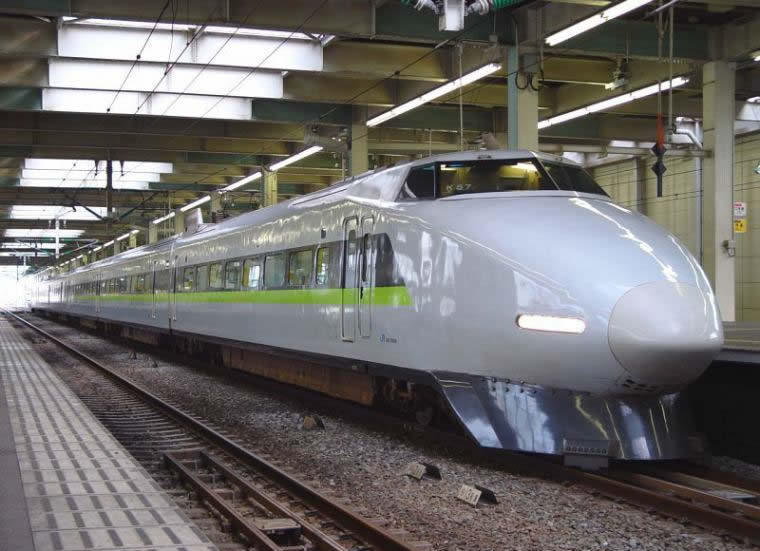
Shinkansen série 100 en service Kodama à Hiroshima le 31 mai 2007

Le Kodama (こだま) est le nom d'un service de train à grande vitesse japonais du réseau Shinkansen développé par la JR Central sur la ligne Tōkaidō et par la JR West sur la ligne Sanyō. Il circule sur de plus petites distances que le Nozomi ou le Hikari en s'arrêtant à toutes les gares de la ligne, ce qui en fait le Shinkansen le plus lent (la vitesse commerciale peut atteindre un maximum de 285 km/h sur certaines portions du circuit). Son but est de desservir les plus petites villes du réseau.
Son nom signifie « écho » en japonais, reprenant celui d'un service express limité qui circulait sur la ligne conventionnelle de la ligne principale Tōkaidō entre 1958 et 1964 : il s'agissait de la première rame automotrice électrique mise en service par la JNR et le premier train capable de faire l'aller-retour entre la gare de Tokyo et celle d'Osaka en moins d'une journée (les deux villes sont alors reliées en 6 h 50), d'où l'emploi du terme « écho ». Train japonais le plus rapide de l'époque, ce Kodama conventionnel a établi un record de vitesse sur rail en voie étroite à 163 km/h le 31 juillet 1959.

## Matériel
Il utilise essentiellement les mêmes Shinkansen série 300, 500 (depuis décembre 2008 pour remplacer les anciennes série 0 retirées du service) et 700 qui circulent en Hikari ou Nozomi avec seize voitures dont trois « Green Car » (la première classe, dans les voitures 8, 9 et 10) et trois autres sur réservation (les 11, 12 et 16). Toutefois, les trains limités à tout ou partie de la ligne Sanyō sont aménagés pour permettre plus de cadencement : des Shinkansen série 100 à quatre voitures entre Fukuoka et Okayama, et à six voitures entre Ōsaka et Okayama et entre Okayama et Fukuoka à quoi s'ajoutent certains Shinkansen 500 et 700 à huit voitures ne comportant qu'un seul véhicule sur réservation. Enfin, en 2007, certains trains de la nouvelle série N700 ont été mis en service sur des liaisons matinales ou nocturnes entre Fukuoka (Gare de Hakata) et Kitakyūshū (Gare de Kokura) sur Kyūshū.

## Liaisons et gares
Les principales liaisons de Kodama sont le Tokyo - Nagoya, le Tokyo - Shin-Osaka, le Shizuoka - Shin-Osaka, le Shin-Osaka - Okayama, le Shin-Osaka - Hiroshima, le Okayama - Hakata et le Hiroshima - Hakata, ainsi que des services de nuit.